# گل‌مغربیان
گُل‌مغربیان (Onagraceae یا Oenotheraceae) تیره‌ای از موردسانان اغلب علفی است با حدود بیست سرده و ۶۴۰ گونه که از مناطق شمالی گرفته تا مناطق جنوبی گرمسیری پراکنده هستند و آرایش برگ‌های آنها غالباً متقابل یا چرخه‌ای با جام و کاسهٔ چهارقطعه‌ای و مادگی غالباً تحتانی است.